# 上尾警察署
上尾警察署（あげおけいさつしょ）は、埼玉県上尾市にある埼玉県警察が管轄する警察署。署長は警視。

## 所在地
- 埼玉県上尾市本町五丁目1番1号

## 管轄区域
- 上尾市
- 桶川市
- 北足立郡伊奈町

## 不祥事
- 1999年発生の桶川ストーカー殺人事件では、同署のずさんな対応が警察不祥事として注目され、警察から3人の懲戒免職者を含む15人の処分者を出した（この事件は被害者と遺族への報道被害が起こった事件として、報道のあり方についての参考例としても取り上げられている）。

## 管内の交番・駐在所
括弧内は所在地。

### 上尾市
- 尾山台交番（大字瓦葺2716番地）

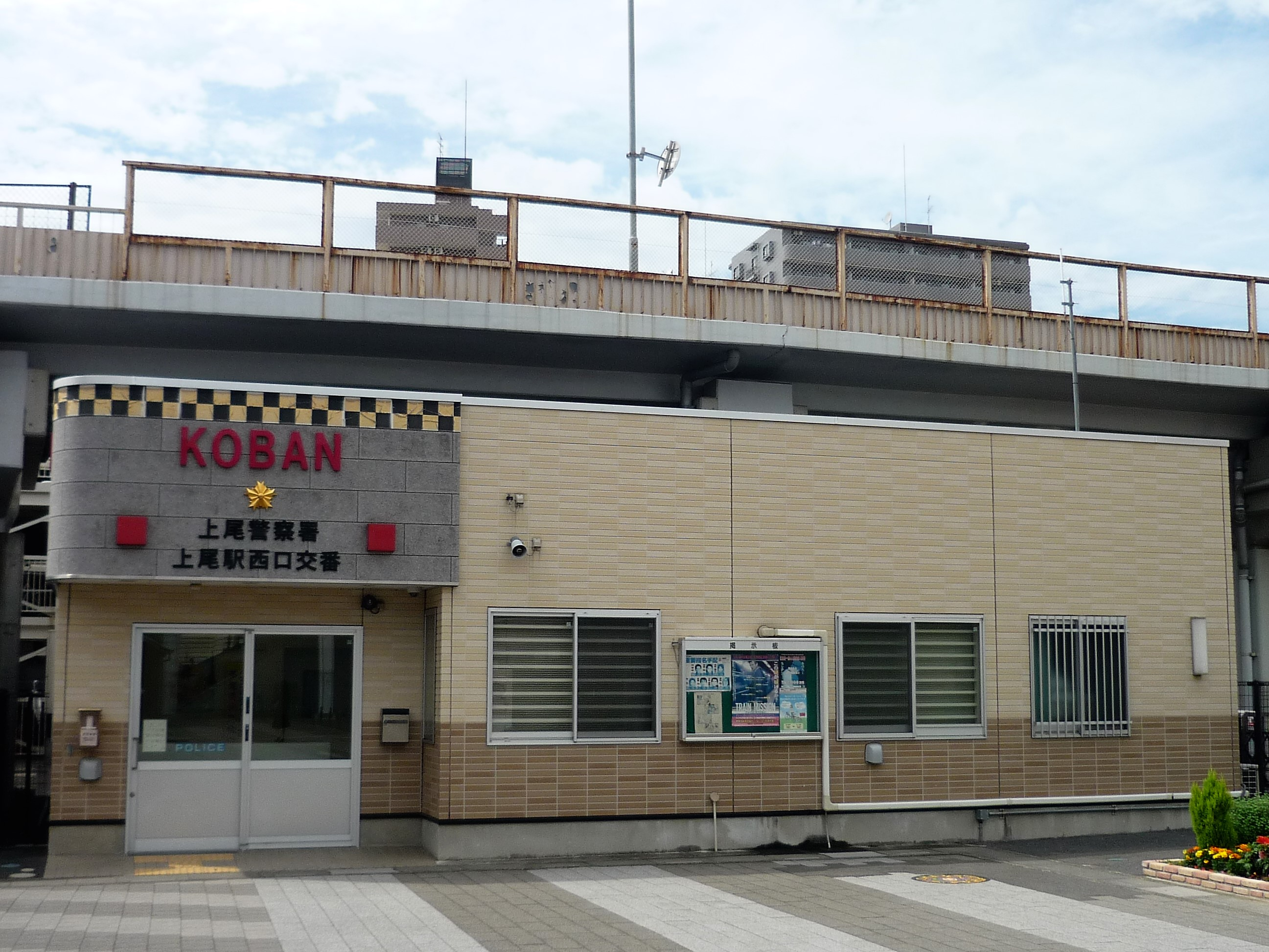
西上尾交番（大字小敷谷845番地1）
- 上尾駅西口交番（谷津二丁目1番45号）
- 上尾駅東口交番（柏座一丁目1番15号）
- 北上尾交番（原新町3番37号）
- 平方交番（大字上野229番地1）
- 原市交番（大字原市1453番地3）

- 上尾駅西口交番

### 桶川市
- 桶川駅前交番（南一丁目1番1号）
- 坂田交番（大字坂田1503番地7）
- 若宮交番（若宮一丁目4番24号）
- 川田谷駐在所（大字川田谷2817番地11）

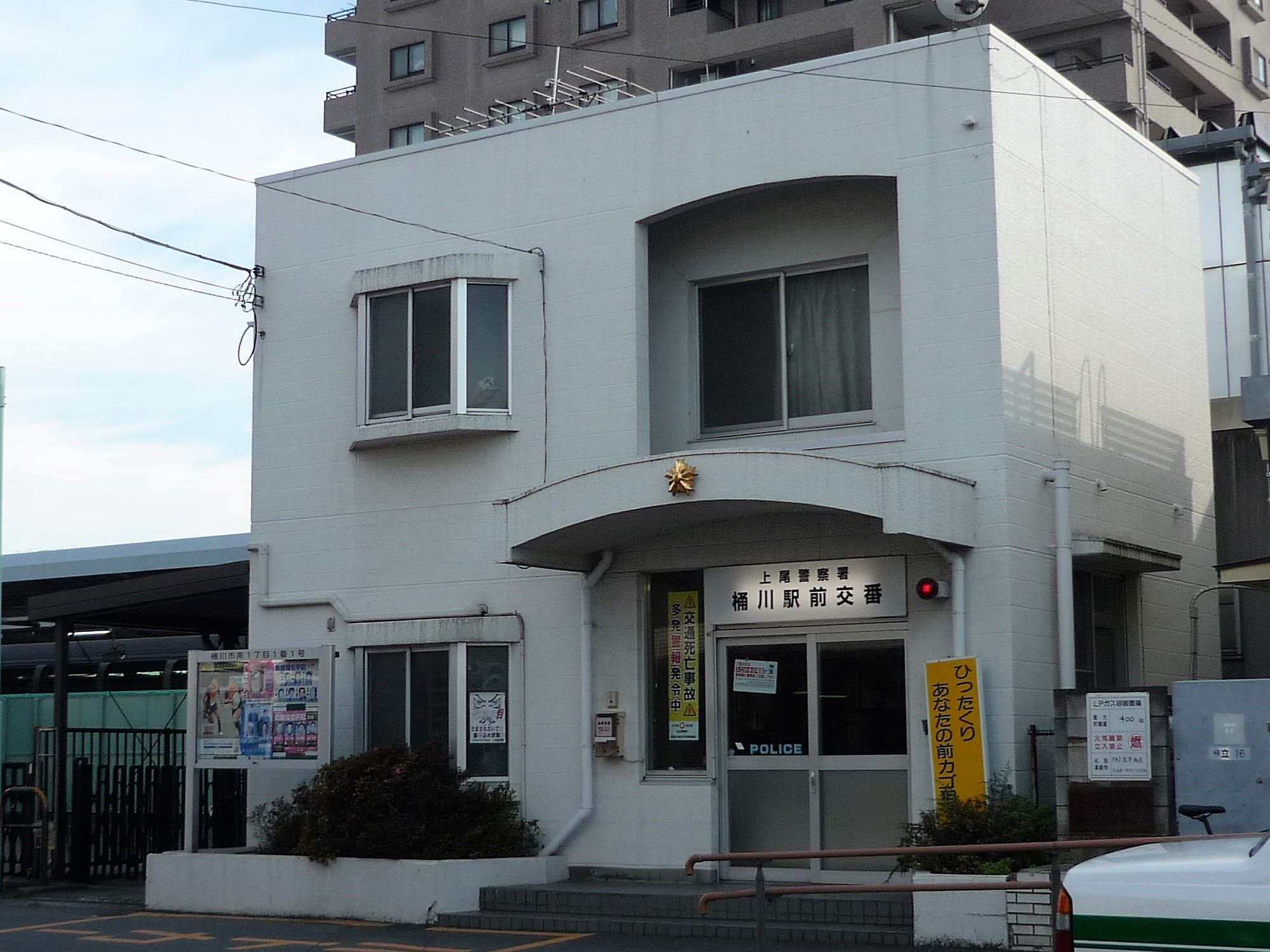
桶川駅前交番
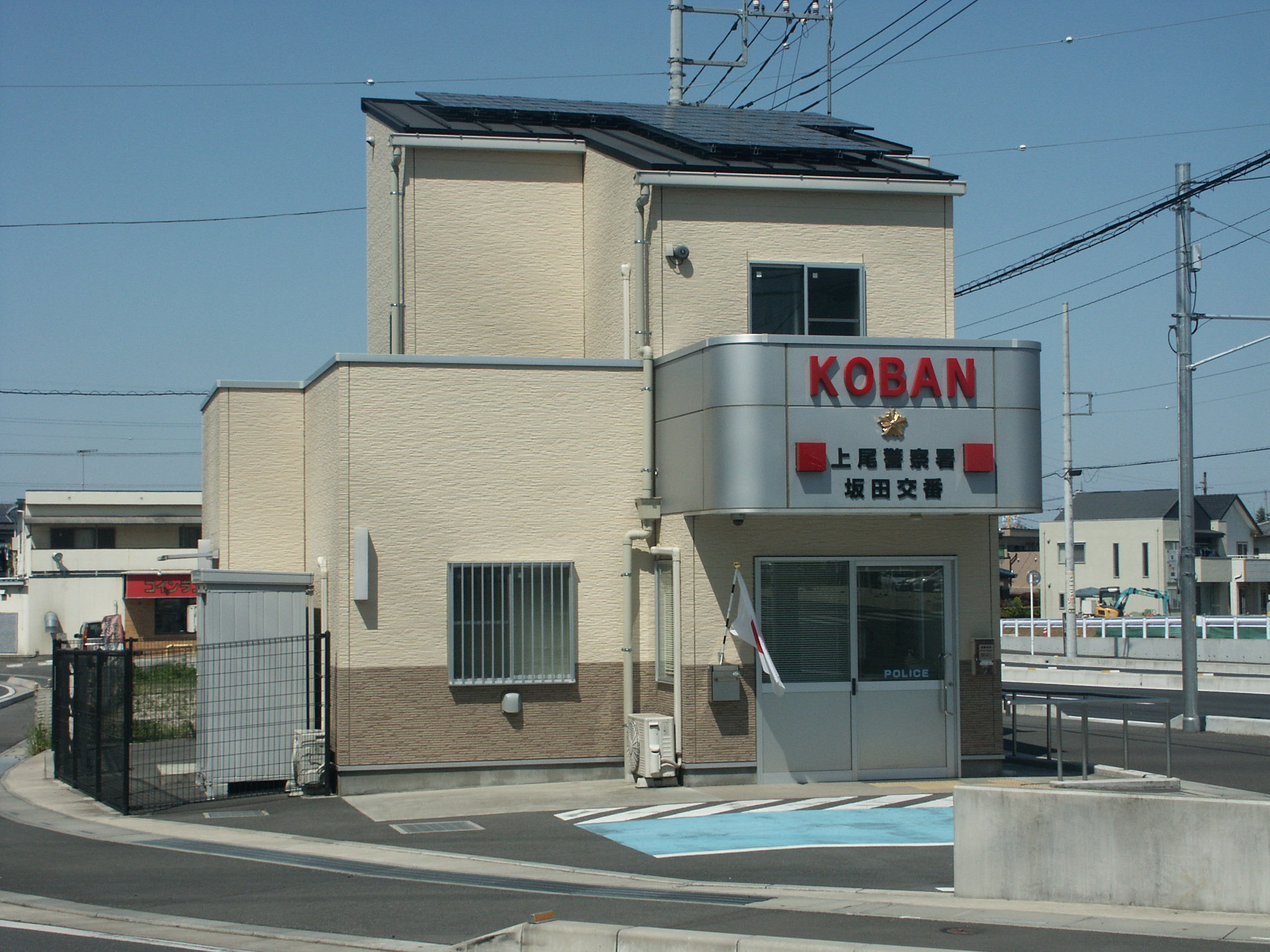
坂田交番
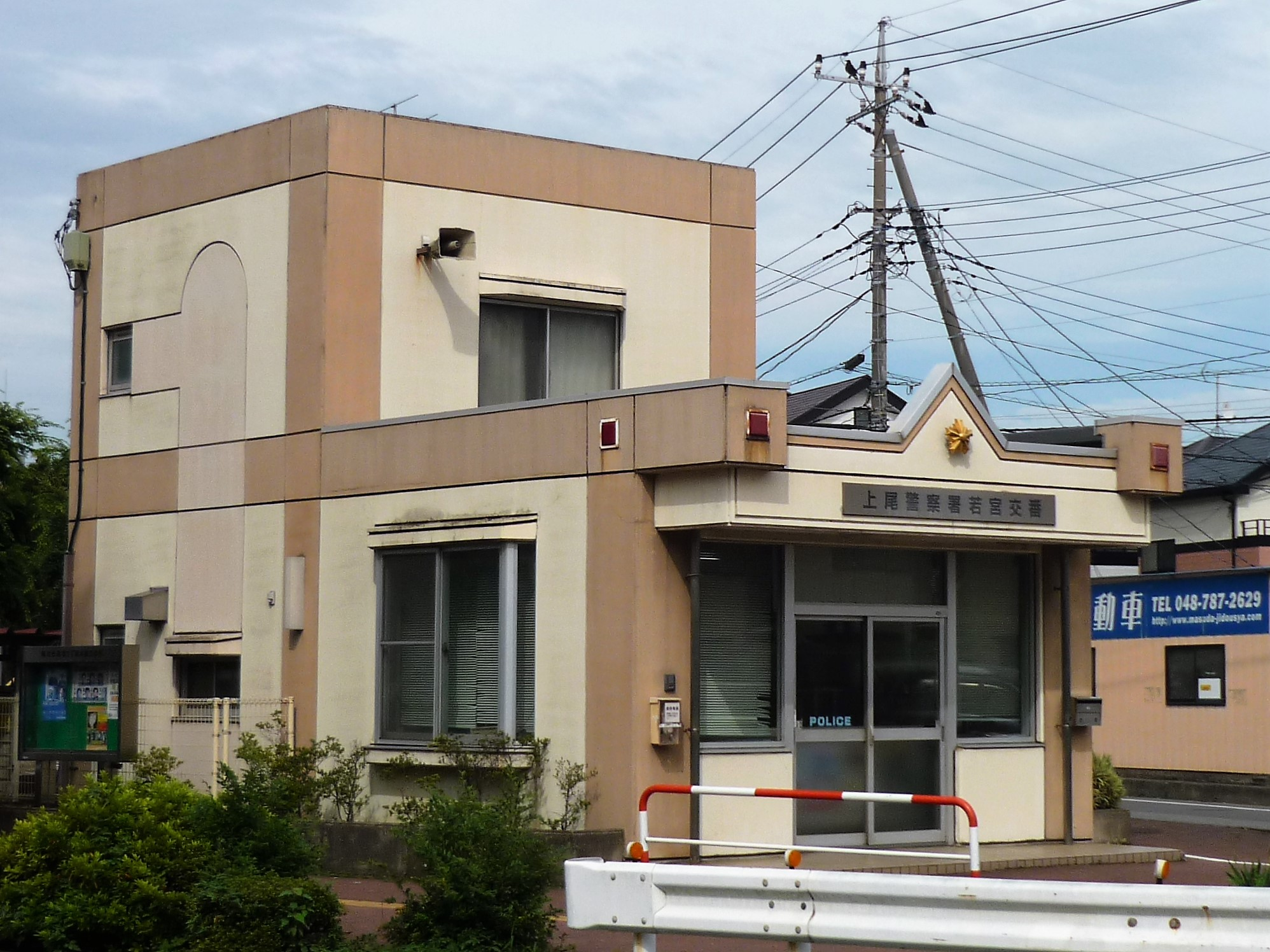
若宮交番

### 伊奈町
- 小室交番（本町二丁目61番地）
- 羽貫駅前交番（学園一丁目78番地）

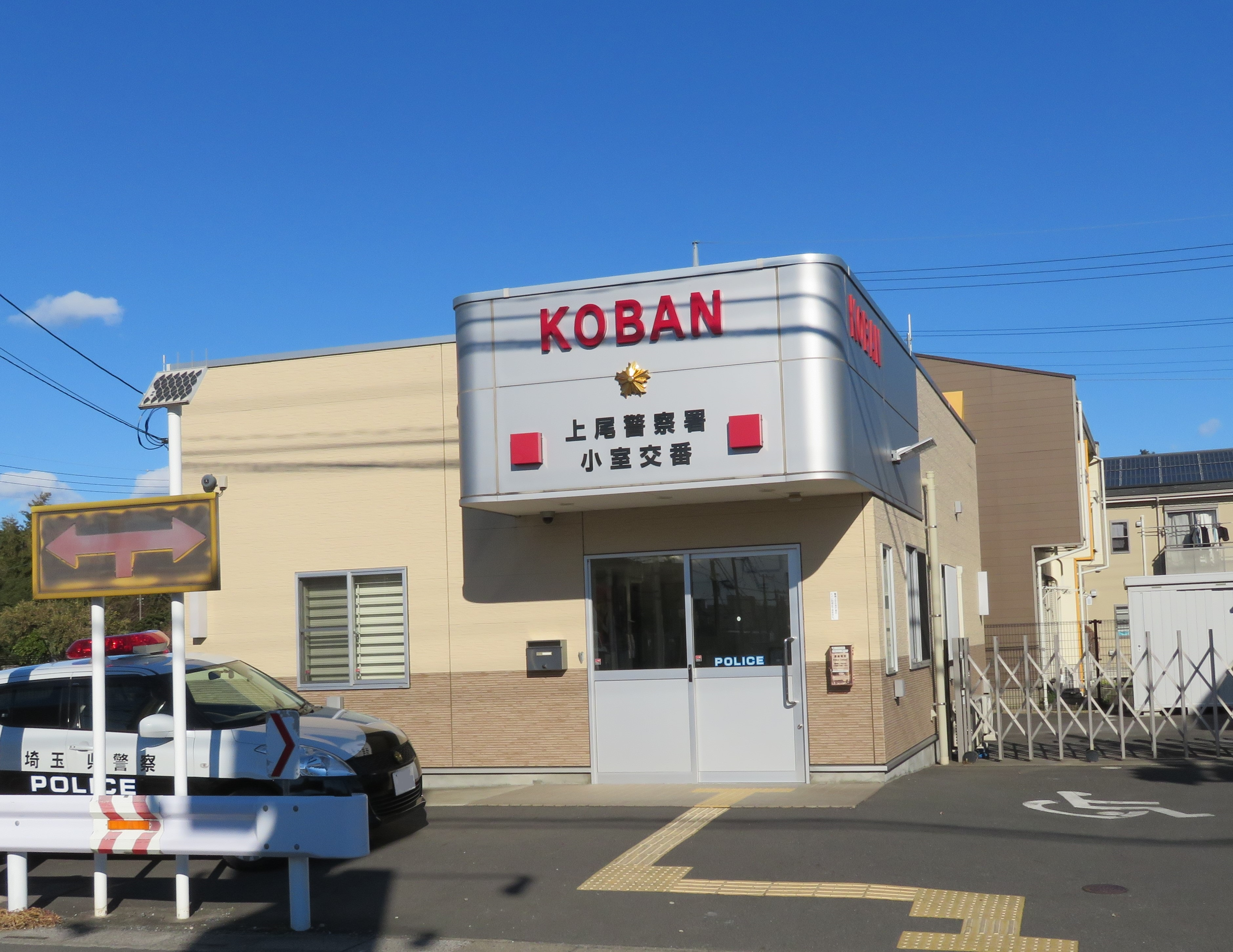
小室交番
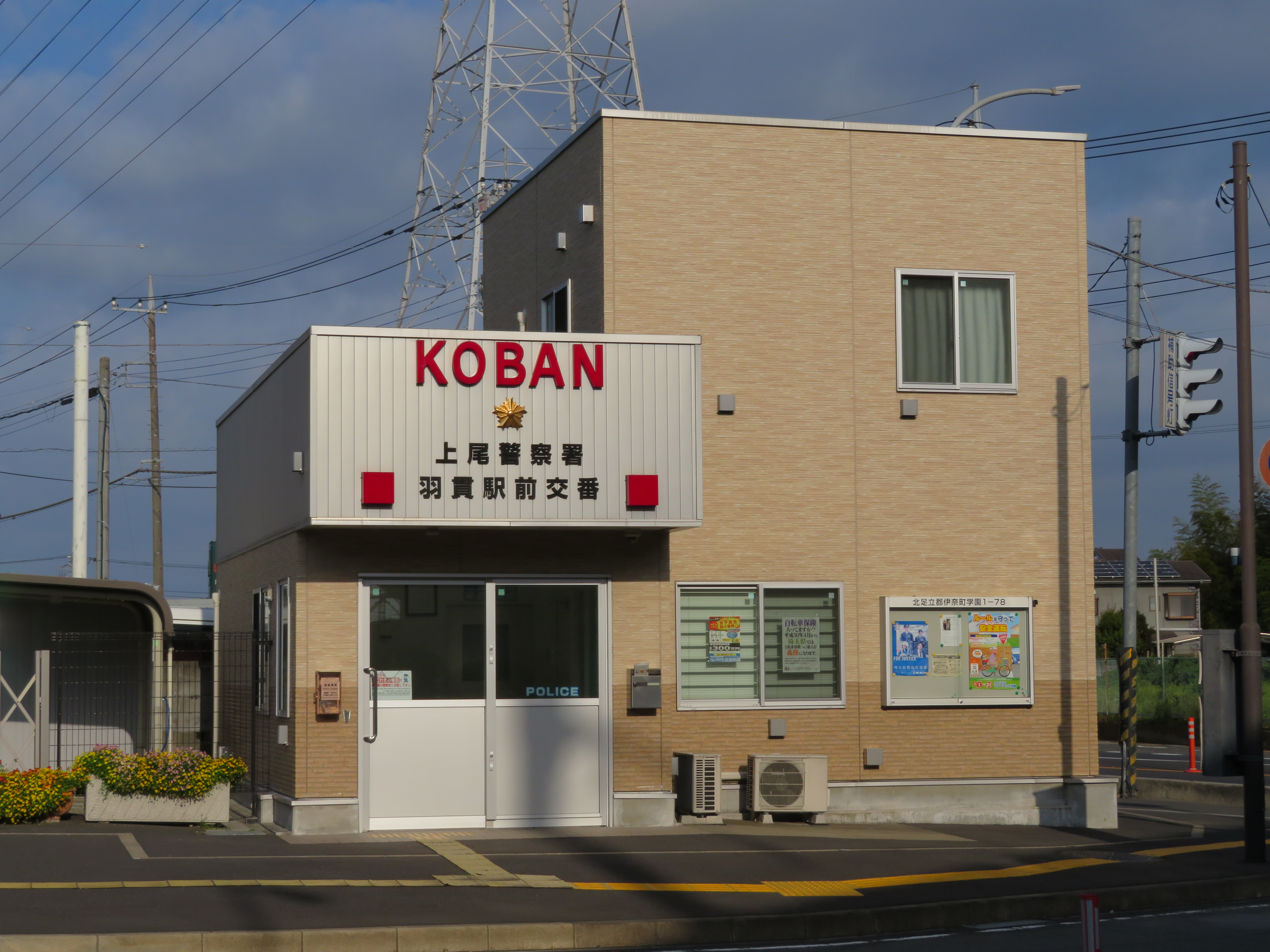
羽貫駅前交番

## かつて設置されていた交番・駐在所等
- 上平交番（上尾市菅谷）-現:上尾市上平防犯連絡所
- 加納駐在所（桶川市小針領家）
- 六道駐在所（伊奈町寿二丁目）
- 大谷派出所

## 沿革
- 1970年10月1日 - 大宮警察署から分離して創設。庁舎は上町に所在した従来の大宮警察署上尾幹部派出所の建物を使用[2]。
- 1972年4月8日 - 上尾警察署の旧庁舎が本町五丁目の場所（現在の住所）に落成され、業務を開始する[3][4]。これにより上尾警察署桶川分室が廃止される。
- 1973年3月13日 - 国鉄（現・JR東日本）上尾駅にて上尾事件発生。
- 1999年10月26日 - 桶川ストーカー殺人事件発生。数々の不当捜査・不正が行われた。
- 2005年1月31日 - 何者かによって正面玄関に放火される。
- 2006年3月6日 - 庁舎改築のため、上尾市本町六丁目1番31号の仮庁舎に一時移転[5]。
- 2008年9月29日 - 新庁舎で業務開始。
- 2013年
  - 3月29日 - 坂田交番を移転・改築。
  - 4月2日 - 小室交番を改築。
- 2014年3月12日 - 六道駐在所が羽貫駅前に移転し羽貫駅前交番に改称。